# Перетягин, Филарет Арсеньевич
Перетягин Филарет Арсеньевич (1871—1935) — кораблестроитель, наблюдающий за постройкой кораблей Российского императорского флота, участник китайской кампании 1900—1901 годов и Русско-японской войны, генерал-майор Корпуса корабельных инженеров. 

## Биография
Филарет Арсеньевич Перетягин родился 31 августа 1871 года в семье потомственного дворянина действительного статского советника Арсения Гавриловича Перетягина и его жены Евгении Алексеевны. Отец служил в Главном морском штабе.
В службе с 1890 года. Окончил кораблестроительное отделение Техническое училище Морского ведомства в Кронштадте. 17 сентября 1893 года кондуктор Корпуса корабельных инженеров (ККИ) Перетягин был произведён в младшие помощники судостроителя и прикомандирован к портовой конторе Санкт-Петербургского порта.
21 сентября 1899 года назначен старшим помощником судостроителя Кронштадтского порта.
Участник китайской кампании 1900—1901 годов и Русско-японской войны. С 1902 года находился в Порт-Артуре наблюдающим за постройкой миноносцев типа «Сокол» — «Расторопный» и «Сильный».
15 марта 1904 года был назначен старшим помощником судостроителя Санкт-Петербургского порта. В 1906 году произведён в младшие судостроители. 2 апреля 1906 года назначен помощником начальника статистической части при кораблестроительном отделе Морского технического комитета. 19 марта 1907 года переаттестован в подполковники Корпуса корабельных инженеров.
В 1907—1908 годах был наблюдающим за сборкой корпусов речных башенных канонерских лодок типа «Шквал» на временной верфи в поселке Кокуй на реке Шилке.
В 1908 году был наблюдающими от Морского министерства за строительством военных ледоколов «Геркулес» и «Силач» в эллинге Охтинского завода. 
С 1909 по 1910 год являлся членом по кораблестроительной части особого комитета по организации Амурской флотилии. С 18 января 1910 года — член по кораблестроительной части особого комитета по организации прибрежной обороны. В октябре 1911 года назначен производителем работ кораблестроительной чертёжной Главного управления кораблестроения (ГУК). 6 декабря 1911 года произведён в полковники ККИ. В марте 1912 года стал начальником статистической части кораблестроительного отдела ГУК. С января 1912 года исполнял должность старшего делопроизводителя ГУК, с сентября 1913 года — должность помощника начальника кораблестроительного отдела ГУК.
1 января 1916 году получил монаршее благоволение за труды, понесённые в особом комитете по организации прибрежной обороны, 12 мая того же года — ещё одно монаршее благоволение за содействие в организации обороны р. Припять.
В январе 1917 года назначен младшим помощником начальника кораблестроительного отдела ГУК, с июля 1917 года исполнял должность старшего помощника начальника кораблестроительного отдела ГУК.
28 июля 1917 года произведён в генерал-майоры Корпуса корабельных инженеров «за отличие по службе» с утверждением в занимаемой должности.
После Октябрьской революции, по состоянию на 1 февраля 1924 года служил в Рабоче-Крестьянском Красном флоте в должности помощника начальника кораблестроительного отделения технического управления Главного морского технико-хозяйственного управления (ГМТХУ).
Репрессирован вместе с женой в 1935 году.

## Семья
Жена — Елена Густавовна (1883 г. р., в девичестве Люббе). Пять детей: сыновья Арсений, Алексей, Филарет, дочери Елизавета и Елена.
Семья проживала в Санкт-Петербурге в здании Главного адмиралтейства, дом 1, затем с 1913 года на 2-й линии Васильевского острова, д. 1. Имела дачу в селе Щир (ныне Стругокрасненский район Псковской области) .

## Награды
- Орден Святого Станислава 3 степени (14.04.1902),
- Орден Святой Анны 3 степени (22.04.1907),
- Орден Святого Станислава 2 степени (18.04.1910),
- Орден Святой Анны 2 степени (14.04.1913),
- Орден Святого Владимира 4 степени (30.07.1915),
- Орден Святого Владимира 3 степени (30.07.1916),
- серебряная медаль «В память царствования императора Александра III» (1896),
- светло-бронзовая медаль «За поход в Китай» (1901),
- светло-бронзовая медаль «В память русско-японской войны» (1907),
- светло-бронзовая медаль «В память 300-летия царствования дома Романовых» (1913),
- светло-бронзовая медаль «В память 200-летия морского сражения при Гангуте» (1915)[3][4].